# Гудланкур ле Берије
Гудланкур ле Берије (фр. Goudelancourt-lès-Berrieux) насеље је и општина у североисточној Француској у региону Пикардија, у департману Ен (Пикардија) која припада префектури Лаон.
По подацима из 2011. године у општини је живело 59 становника, а густина насељености је износила 10,65 становника/km². Општина се простире на површини од 5,54 km². Налази се на средњој надморској висини од 107 метара (максималној 200 m, а минималној 72 m).

## Демографија
| 1962. | 1968. | 1975. | 1982. | 1990. | 1999. | 2011. |
| ----- | ----- | ----- | ----- | ----- | ----- | ----- |
| 54    | 64    | 70    | 55    | 65    | 74    | 59    |

График промене броја становника у току последњих година